# بيتر شتاين (مصور سينمائي)
بيتر شتاين (بالإنجليزية: Peter Stein)‏ هو مصور سينمائي أمريكي، ولد في 12 أكتوبر 1943 في نيويورك في الولايات المتحدة.

## وصلات خارجية
- بيتر شتاين على موقع IMDb (الإنجليزية)
- بيتر شتاين على موقع ألو سيني (الفرنسية)
- بيتر شتاين على موقع أول موفي (الإنجليزية)
- بيتر شتاين على موقع قاعدة بيانات الأفلام السويدية (السويدية)
- بيتر شتاين على موقع قاعدة بيانات الفيلم (الإنجليزية)
- بيتر شتاين على موقع كينوبويسك (الروسية)